# План реинвестирования дивидендов
План (программа) реинвестирования дивидендов (англ. dividend reinvestment plan, DRIP, реже DRP) — предоставляемая некоторыми акционерными компаниями услуга, позволяющая акционерам автоматически реинвестировать денежные дивиденды в акции компании. В большинстве случаев инвесторы получают при этом возможность приобретать акции без оплаты брокерских сборов и зачастую со скидкой по отношению к рыночной цене. Программы некоторых компаний позволяют акционерам также инвестировать дополнительные суммы (не только дивиденды) в акции компании, пользуясь при этом теми же скидками и отсутствием брокерских сборов. Количество приобретаемых акций, как в случае реинвестиции так и в случае инвестиции дополнительных средств, может быть дробным числом — некоторые программы позволяют покупать части акций с точностью до 3-го или 4-го знака после десятичной запятой.